# Leopoldo Saro Marín
Leopoldo Saro Marín (Morón, Santa María del Puerto del Príncipe —actual Camagüey—, 11 de enero de 1878-Madrid, 19 de agosto de 1936) fue un militar y aristócrata español, I conde de la Playa de Ixdain. Ascendido al rango de general, Leopoldo Saro tuvo una destacada participación en la guerra del Rif.

## Biografía
Hijo del coronel de Infantería Martín Lesmes de Saro y González y de María Martina Marín de Almansa, nació en la entonces provincia española de Cuba. Muy joven ingresa en la Academia de Infantería y en 1895 es destinado a Cuba con el empleo de 2.º teniente donde participa en numerosas acciones contra los insurgentes; regresa a la península pocos meses antes de la derrota española en esa guerra. 
De servicio en Madrid hasta que se desencadena en 1909 la guerra de Melilla, donde es inmediatamente movilizado al frente. Desempeñó numerosas acciones contra el enemigo, destacando en la dramática acción del Barranco del Lobo, por la que sería ascendido a comandante y destinado de nuevo a Madrid, donde ocuparía diversos puestos en el Ministerio de la Guerra y el Estado Mayor Central hasta que es nombrado coronel del Regimiento Inmemorial del Rey n.º 1.
En 1921 la guerra del Rif vuelve a destinarle a Marruecos, donde se destaca en numerosas acciones bélicas junto a los generales Cabanellas, Sanjurjo y Dámaso Berenguer entre otros, por lo que sería ascendido al rango de general de brigada.
El ya general Saro fue miembro del núcleo conspirativo conocido como el Cuadrilátero que desempeñó un importante papel en el golpe de Estado de Primo de Rivera de septiembre de 1923 y que tras el éxito del mismo acabaría instaurándose una dictadura. Poco aficionado a la política y más a las fatigas de la guerra, volvió rápidamente a África a organizar los preparativos del desembarco de Alhucemas, donde dirigió con acierto una de las columnas de ataque, por cuya actuación es ascendido a general de división y el monarca le otorga la merced de conde de la Playa de Ixdain.
De vuelta a la península promueve la creación —y preside— el Patronato de Casas Militares antes de ser ascendido a teniente general, ocupando una de las capitanías generales.
Con la llegada de la Segunda República, el general Saro es separado del servicio y procesado por el Tribunal de Responsabilidades Políticas por su actuación en el pronunciamiento de 1923, por lo que es sentenciado en 1932 por el delito de alta traición y auxilio, e ingresa en prisión, para ser amnistiado en 1934 y pasar a la situación de 2.ª reserva. 
Fue asesinado en Madrid el 19 de agosto de 1936 por milicianos republicanos, pese a no estar probada su adhesión a la reciente sublevación militar.

## Actividades

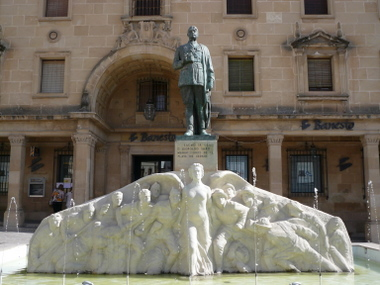
Estatua del General Saro en Úbeda, Jaén.

Al margen de su carrera militar, promovió numerosas actividades para el desarrollo social, cultural y económico de la provincia de Jaén a la que estaba unido por lazos familiares. Destacan la construcción del ferrocarril Baeza-Utiel —al que el dictador Francisco Franco calificaría como el «capricho del General Saro»— y la Comunidad de Regantes del Canal de Jandulilla, así como en Úbeda, la biblioteca municipal, varios grupos escolares, el Parador de Turismo, la reconstrucción de la Casa de las Torres, la Escuela de Artes y Oficios y el Teatro Ideal Cinema.
Por todo ello y mediante suscripción popular, el escultor local y discípulo de Mariano Benlliure, Jacinto Higueras, erigió un monumento en su honor a finales de los años 20, al que el escritor Antonio Muñoz Molina hace referencia en su novela Beatus Ille.
Su estatua a lo largo de su historia ha conocido diferentes ubicaciones en la ciudad de Úbeda, siendo retirada durante la Segunda República, durante la guerra civil fue fusilada por milicianos mientras la familia la conservaba, volviendo a su cometido tras finalizar la guerra, ubicándose en el Paseo del mercado, y más tarde sobre la década de los cincuenta volvería a su lugar original. 
Años más tarde, fue retirada de la plaza de Andalucía (antes General Saro) de Úbeda, generando así gran polémica a principios del 2000, debido a una ineptitud política, que califico a Saro como "Franquista" sin conocer su ubicación histórica, siendo el conjunto monumental retirado y dañado durante su almacenaje, siendo esta restaurada y recolocada en su lugar original años más tarde, sufriendo polémica y crítica social. Muñoz Molina se refiere a la citada plaza en las novelas Beatus Ille y El jinete polaco como «la plaza del general Orduña» en Mágina, trasunto de Úbeda.
Era gentilhombre de cámara con ejercicio del rey Alfonso XIII, estaba en posesión de tres Cruces al Mérito Militar de primera, una de segunda y dos de tercera clase  todas ellas con distintivo rojo así como tres Cruces de guerra María Cristina —dos de primera y una de segunda clase—, y también de la Gran Cruz de la Orden de San Hermenegildo, así como de numerosas condecoraciones nacionales y extranjeras.

## Distinciones

### Órdenes
- Gran Cruz de San Hemenegildo ( España).[3]

### Militares
- Cruz del Mérito Militar con distintivo rojo, primera clase ( España). (3)
- Cruz del Mérito Militar con distintivo rojo, segunda clase ( España).
- Cruz del Mérito Militar con distintivo rojo, tercera clase ( España). (2)
- Cruz militar de María Cristina, primera clase ( España). (2)
- Cruz militar de María Cristina, segunda clase ( España).

### Reconocimientos
- Hijo Adoptivo de la ciudad de Úbeda (1910).[10]